# Flaga Bahrajnu
Flaga Bahrajnu składa się z dwóch pionowych pól o różnej szerokości - białego i czerwonego, dzielonych klinami.  Czerwień jest tradycyjnym kolorem występującym na flagach wielu państw Zatoki Perskiej. Gdy Bahrajn został w 1820 brytyjskim protektoratem, dla odróżnienia jego bandery od czysto czerwonych, którymi posługiwali się okoliczni piraci, został dodany biały pas. W 1932, na wzór godła narodowego, linia podziału między polem białym a czerwonym została zmieniona na ząbkowaną. W 2002 Królestwo Bahrajnu ustaliło liczbę klinów na linii podziału na pięć. Proporcje flagi wynoszą 3:5.
Kliny (trójkąty na linii podziału) reprezentują pięć filarów islamu.

Flaga używana przed 1820 miała proporcje 1:3
Flaga Bahrajnu 1820–1932
Flaga Bahrajnu 1932–1972
Flaga Bahrajnu 1972–2002
Flaga Bahrajnu od 2002